# أوكان بوروك

## نبـذة عـن اللاعـب
أوكان بوروك من مـواليد (19 / 10 / 1973).. وهـو لاعب كـرة قـدم تركي معتزل حـاليا وكان يلعب في وسط الميدان كجناح أيمن، أوكان بوروك يعد واحدا من الجيل الذهبي لغلطة سراي حيث فاز مع النادي بالدوري الأوروبي أو كأس الاتحاد الأوروبي سابقا وبطولة كأس السوبر الأوروبي.
الوزن : [ 69 كجم ]..

## مسيــــرة اللاعــب
أوكان بوروك انضم إلى الفئات السنية لنادي غلطة سراي التركي في السادسة عشر من عمره ونشأ هناك حتى انظم إلى الفريق الأول للنادي في الثامنة عشر من عمره.
في 1992 ساهم في الفوز ببطولة امم أوروبا للشباب وكان كابتن منتخب بلاده في تلك البطولة، في (10 / 2 / 1993) عندما واجه نادي طرابزون سبور التركي، اوكان تعرض لكسر في الساق بسبب تدخل لاعب طرابزون تونير سولونغوتش عليه في تلك اللقاء..
هذه الحادثة المؤسفة أزعج جميع عشاق أوكان وابتعد الملاعب لفترة طويلة جدا، عند عودته اوكان فتح صفحة بيضاء وبدأ مرحلة جديدة في مسيرته كلاعب.
خلال فترته الأولى مع غلطة سراي، اوكان فاز بأربع بطولات دوري تحت قيادة فاتح تريم بين أعوام 1996-2000، وساهم بشكل كبير في فوز ناديه ببطولة كأس الاتحاد الأوروبي في 2000وفي عهد الروماني لوسيسكو، اوكان فاز ببطولة السوبر الأوروبي في 2000 بعد التغلب على نادي ريال مدريد الإسباني لكي يدخل تأريخ النادي من أوسع أبوابه.
في عام 2001، قبل ثلاثة أشهر من نهاية الموسم أوكان بوروك مع زميله إيمري بيلوزوغلو وقعا عقدا مع نادي إنتر ميلان الإيطالي. اوكان لعب لثلاثة مواسم هناك ولكنه لم يحصل على الفرصة الكاملة مع النادي الإيطالي وعاد إلى الدوري التركي وانتقل إلى بشيكتاش في 2004.
اما دوليا، اوكان شارك مع منتخب بلاده في 55 مناسبة وكان ضمن قائمة الفريق المشاركة في كأس العالم 2002 وحل ثالثا في البطولة، وسجل هدفا رائعا امام المنتخب الدانماركي في تصفيات بطولة كأس العالم 2006 حيث جذب انظار الجميع إليه.
أوكان لعب موسمين في بشيكتاش وبعدها عاد إلى ناديه السابق غلطة سراي في (11 / 6 / 2006)، في موسم 2006-2007 اوكان سجل هدفا رائعا أمام ليفربوول في دور المجموعات من بطولة دوري الأبطال لكي يساهم في فوز ناديه بثلاثة أهداف مقابل هدفين.
اوكان اختتم مسيرته في نادي بلدية إسطنبول وقرر الاعتزال في الموسم الماضي 2009-2010 بعدما انتقل إلى النادي التركي في صيف 2008، وإقامة حفل اعتزاله مع زميله الآخر ايمري عاشق من جانب الاتحاد التركي لكرة القدم في تاريخ (19 / 5 / 2010) عندما واجه المنتخب التركي المنتخب التشيكي وديا.

## روابط خارجية
- أوكان بوروك على موقع الاتحاد الدولي (مؤرشف)  (الإنجليزية)
- أوكان بوروك على موقع الاتحاد الأوربي (الإنجليزية)
- أوكان بوروك على موقع اتحاد تركيا (لاعب) (الإنجليزية)
- أوكان بوروك على موقع اتحاد تركيا (مدرب) (الإنجليزية)
- أوكان بوروك على موقع قاعدة بيانات كرة القدم.إي يو (الإنجليزية)
- أوكان بوروك على موقع ناشيونال فوتبول تيمز (الإنجليزية)
- أوكان بوروك على موقع عالم كرة القدم.نت (الإنجليزية)
- أوكان بوروك على موقع كووورة